# Bukidnon
Bukidnon is een provincie van de Filipijnen centraal gelegen op het zuidelijke eiland Mindanao. De provincie maakt deel uit van regio X (Northern Mindanao). De hoofdstad van de provincie is de stad Malaybalay. Bij de census van 2015 telde de provincie ruim 1,4 miljoen inwoners.

## Geografie

### Topografie en landschap
Bukidnon is een door land omgeven provincie op Mindanao tussen 70° 25' en 80° 35' noorderbreedte en 124° 33' en 124° xx' oosterlengte. De hoofdstad Malaybalay City ligt hemelsbreed zo'n 850 kilometer van Manilla af en zo'n 91 kilometer over de weg van Cagayan de Oro. De provincie ligt op een uitgestrekt plateau met een gemiddelde hoogte van 900 meter boven zeeniveau. De uitstrekte graslanden worden zo nu en dan afgewisseld door valleien, bergen en diep uitgesneden canyons.
Het Kitangladgebergte in de provincie Bukidnon omvat diverse hoge bergtoppen. De vijf hoogste zijn Mount Dulang-Dulang van 2938 meter, Mount Kitanglad van 2899 meter, Mount Maagnaw van 2742 meter, Mount Lumuluyaw van 2612 meter en Mount Tuminungan van 2400 meter.

### Bestuurlijke indeling
Bukidnon bestaat 2 steden en 20 gemeenten. De gemeente Impasug-Ong is de grootste gemeente qua oppervlakte met bijna 31 procent van de totale oppervlakte. Dangcagan is de kleinste gemeente.

#### Steden
- Malaybalay City
- Valencia City

#### Gemeenten
| - Baungon - Cabanglasan - Damulog - Dangcagan - Don Carlos - Impasug-Ong - Kadingilan - Kalilangan - Kibawe - Kitaotao | - Lantapan - Libona - Malitbog - Manolo Fortich - Maramag - Pangantucan - Quezon - San Fernando - Sumilao - Talakag |

Deze steden en gemeenten zijn weer verder onderverdeeld in 464 barangays.

### Klimaat
Het noordelijke deel van de provincie heeft geen duidelijk definieerbare regentijd en een kort droog seizoen van 1 tot 3 maanden. Het zuiden heeft geen duidelijk definieerbare droge en natte periode. Het is in Bukidnon relatief koel. De gemiddelde temperatuur is 24 graden Celsius met een maximum van 29,6 en een minimum van 18,5 graden Celsius. Er valt jaarlijks gemiddeld 2581,8 mm regen. De provincie ligt buiten de zone waar jaarlijks diverse tyfoons overheen trekken.

## Demografie
Bukidnon had bij de census van 2015 een inwoneraantal van 1.415.226 mensen. Dit waren 116.034 mensen (8,9%) meer dan bij de vorige census van 2010. Ten opzichte van de census van 2000 was het aantal inwoners gegroeid met 354.811 mensen (33,5%). De gemiddelde jaarlijkse groei in die periode kwam daarmee uit op 1,64%, hetgeen lager was dan het landelijk jaarlijks gemiddelde over deze periode (1,72%).

De bevolkingsdichtheid van Bukidnon was ten tijde van de laatste census, met 1.415.226 inwoners op 10498,59 km², 134,8 mensen per km².

## Economie
Bukidnon is een relatief arme provincie. Uit cijfers van de National Statistical Coordination Board (NSCB) uit het jaar 2003 blijkt dat 42,9% (11.083 mensen) onder de armoedegrens leefde. In het jaar 2000 was dit 41,0%. Daarmee staat Bukidnon 31e op de lijst van provincies met de meeste mensen onder de armoedegrens. Van alle 79 provincies staat Bukidnon echter 10e op de lijst van provincies met de ergste armoede. Daaruit kan geconcludeerd worden dat de mensen die onder de armoedegrenzen leven daar ook vrij veel onder leven.

## Referentie
1. ↑  Oppervlaktecijfers uit 2007, National Statistical Coordination Board (NSCB).
2. 1 2  Persbericht van het Philippine Statistics Authority met de resultaten van de Census van 2015. Gearchiveerd op 4 april 2023.
3. ↑  Armoedestatistieken van de National Statistical Coordination Board (NSCB)